# Константин Белимаче
Константин Т. Белимаче или Белемаче (на румънски: Constantin T. Belimace, на арумънски: Constantin Belemace) е арумънски поет и общественик.

## Биография
Белимаче е роден в 1848 година във влашко семейство в голямото влашко село Маловище, тогава в Османската империя, днес в Северна Македония. Принадлежи към фрашеротския род Белемаче. Завършва начално образование в родното си село, а след това продължава да учи в сръбско училище в Белград. Отваря кръчма в Букурещ, която става средище на румънските социалисти. В 1893 година се завръща в Македония, за да се включи в борбата против османската власт. Става надзирател в арумънското училище в Битоля. Сътрудничи на изданията „Лумина“, „Фръцилия Ънтру Дрептате“, „Пенинсула Балканика“, „Алманахул Мачедоромън“ и други. В 1914 година се завръща в Румъния. В 1916 година, след като Румъния влиза в Първата световна война, Белимаче е заловен от български части и прекарва две години като военнопленник. Посвещава стихотворение на този период. В 1918 година се завръща в Битоля, вече в рамките на Сърбо-хърватско-словенското кралство, където румънските училища са затворени. Умира в 1934 година.